# Mandeure
Mandeure är en kommun i departementet Doubs i regionen Bourgogne-Franche-Comté i östra Frankrike. Kommunen ligger i kantonen Valentigney som tillhör arrondissementet Montbéliard. År 2022 hade Mandeure 4 672 invånare.

## Befolkningsutveckling
Antalet invånare i kommunen Mandeure
Referens:INSEE